# Христианство в Израиле

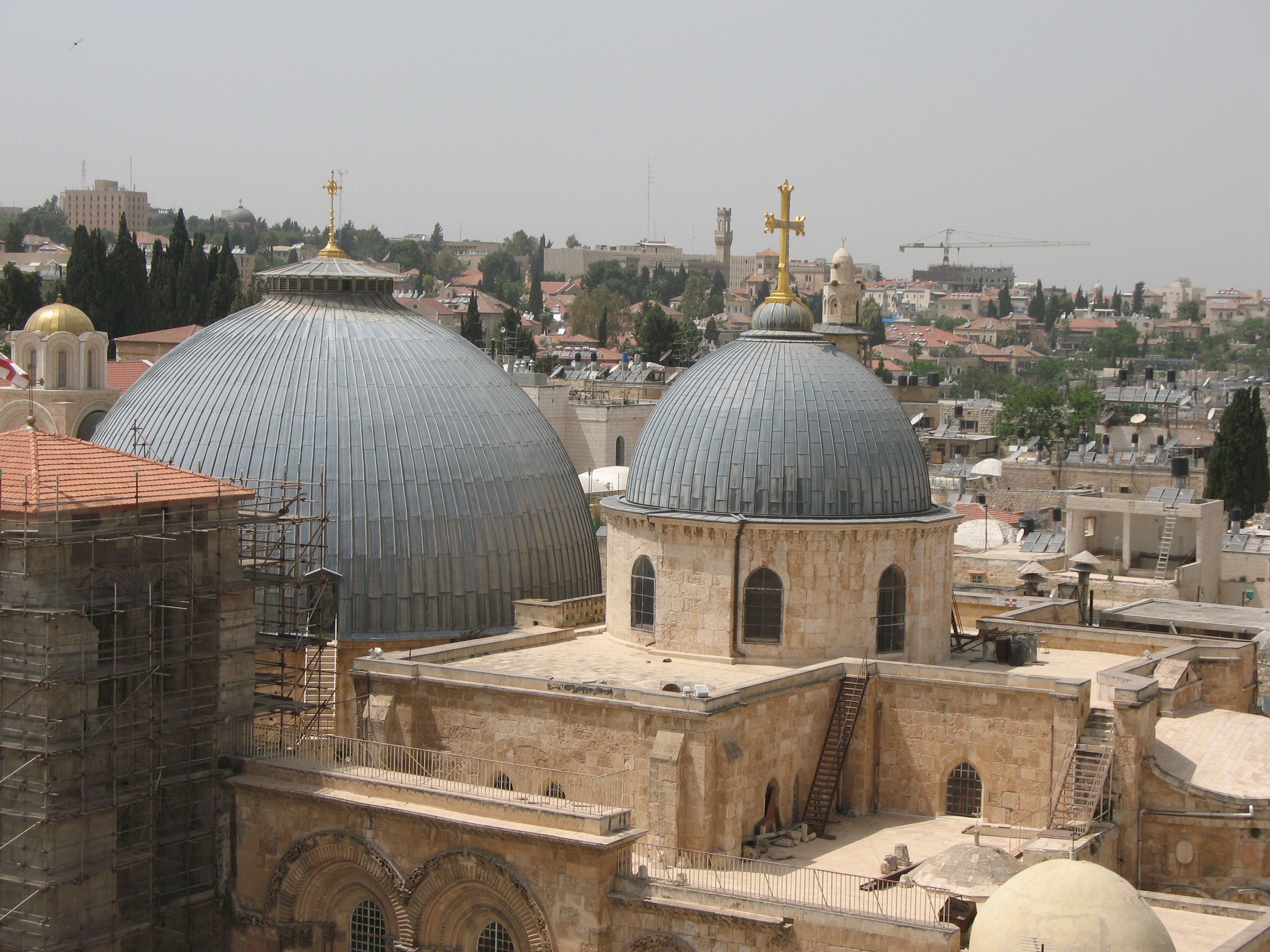
Храм гроба Господня — одна из самых известных святынь христиан

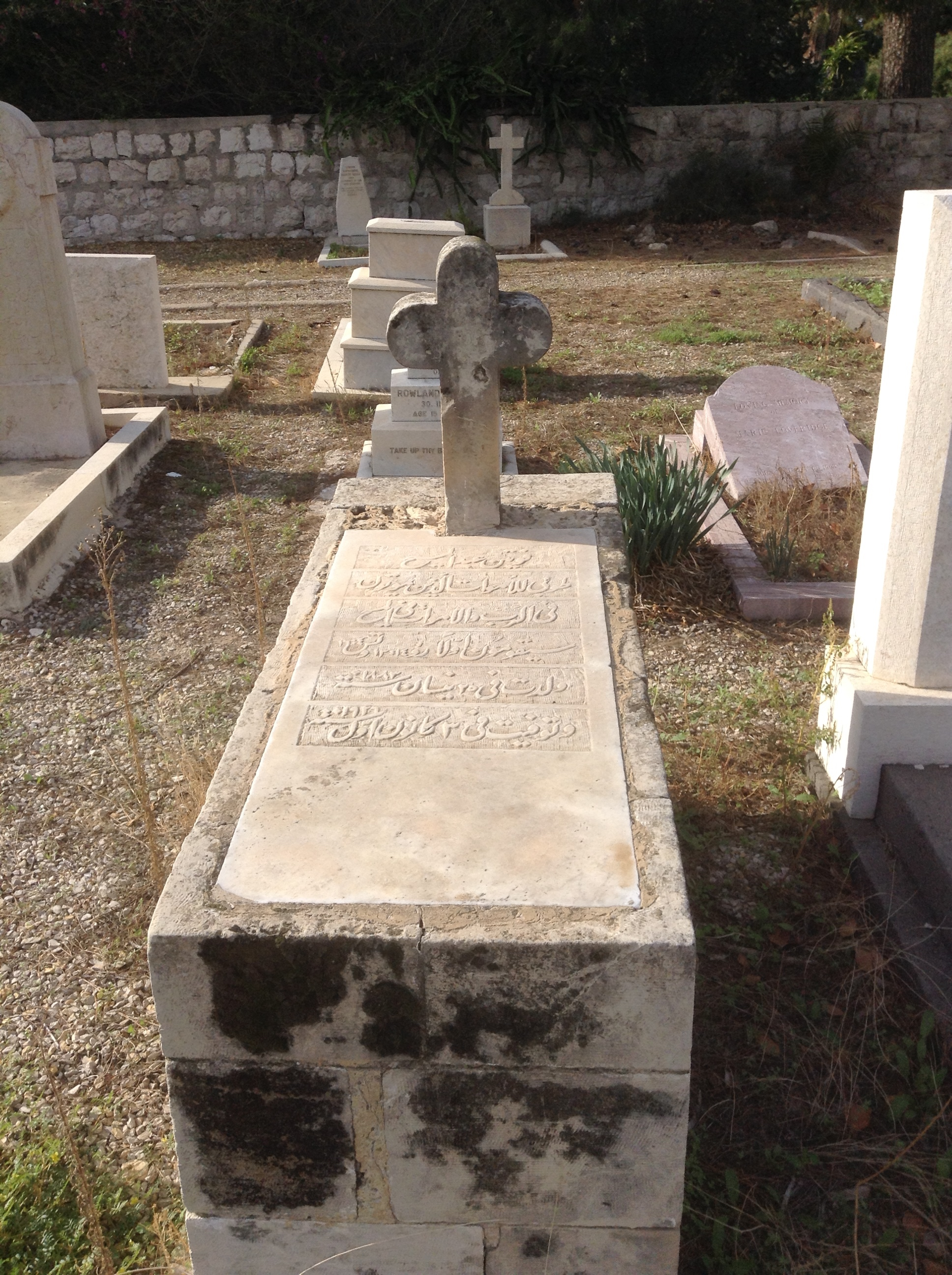
Арабско-христианское кладбище в Хайфе

Христианство в Израиле — третья (по числу верующих) после иудаизма и ислама религия в стране.

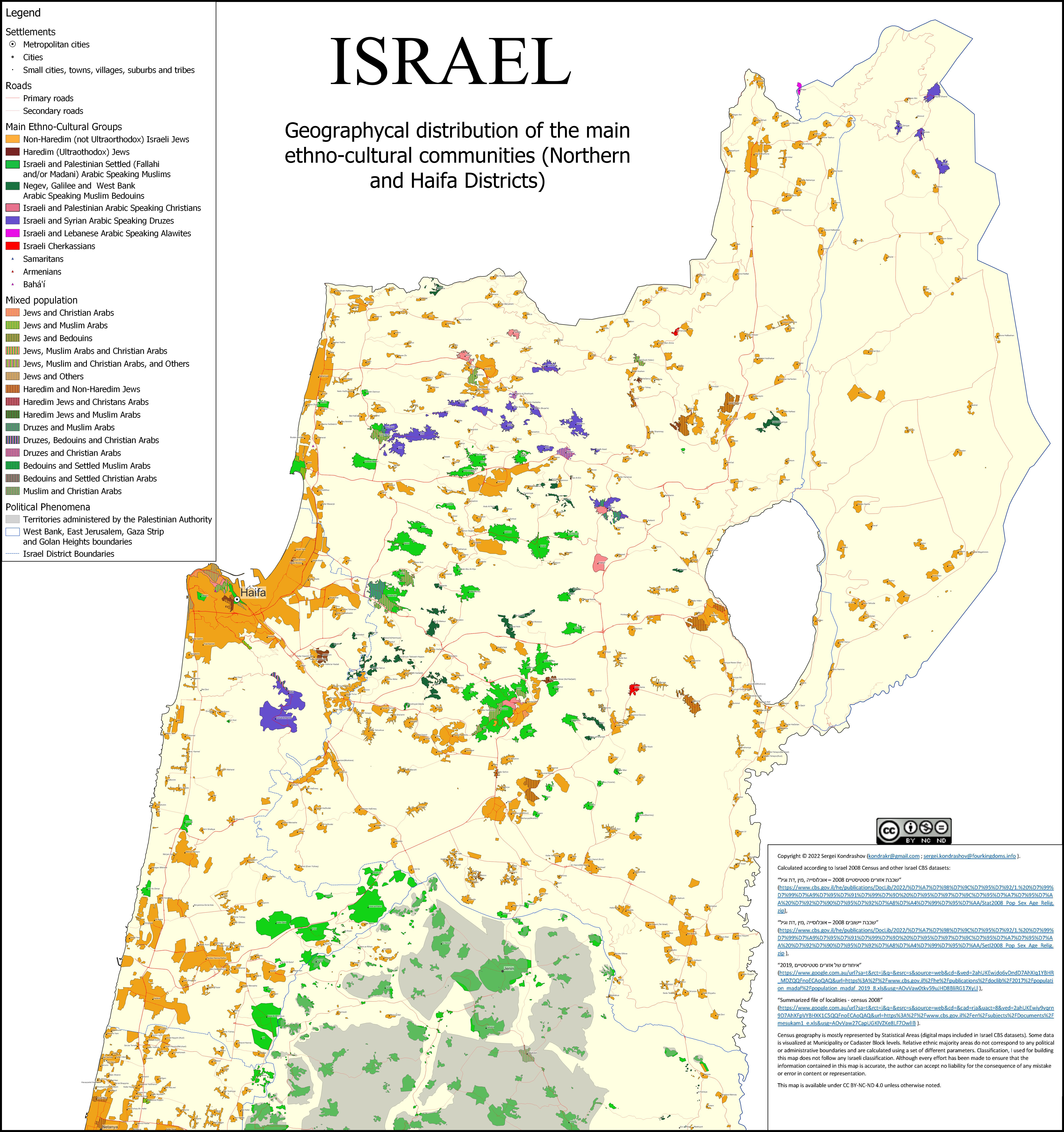
Этно-религиозный состав населения северного Израиля

По данным исследовательского центра Pew Research Center в 2010 году в Израиле проживало 150 тыс. христиан, которые составляли 2 % населения этой страны. Энциклопедия «Религии мира» Дж. Г. Мелтона оценивает долю христиан в 2010 году в 2,2 % (162 тыс. верующих).
В 2000 году в Израиле действовало 197 христианских церквей и мест богослужения, принадлежащих 72 различным христианским деноминациям.
Часть израильских христианских церквей сотрудничают вместе в Совете церквей Среднего Востока, связанном со Всемирным советом церквей.

## Древневосточные церкви
Несколько тысяч жителей современного Израиля являются прихожанами Древневосточных церквей.
Ок. 1 тыс. верующих принадлежат Коптской церкви. Копты владеют одной из западных часовен (придел) в Храме гроба Господня.
Ассирийская церковь Востока объединяет ок. 800 верующих в 5 общинах.
Армянская апостольская церковь имеет в Израиле многовековую историю; в настоящее время церковь насчитывает ок. 3000 верующих.
Помимо вышеназванных, в Израиле имеются представительства Эфиопской и Сиро-яковитской церквей.

## Католицизм
Католики представляют крупнейшее направление христианства в Израиле. В 2010 году в стране проживало 90 тыс. католиков разных традиций. При этом, большинство израильских католиков — униаты. Самой крупной грекокатолической церковью страны является Мелькитская католическая церковь, объединяющая до половины католиков на Святой земле. В Израиле действуют также общины маронитов, сиро-католиков, халдеев и армяно-католиков.
Римско-католическая церковь латинского обряда насчитывает в Израиле 30 тыс. верующих.

## Православие
Численность православных и верующих древневосточных православных церквей в Израиле оценивается в 30 тыс. человек (2010 год). Территория Израиля входит в юрисдикцию Иерусалимской православной церкви. На территории Израиля данной церкви принадлежит 17 храмов.
Русская православная церковь в Израиле объединяет 2 тыс. верующих. Церковь представлена структурами Русской духовной миссии в Иерусалиме и Русской православной церкви заграницей. С 1935 года в Иерусалиме действует представительство Румынской православной церкви.

## Протестантизм

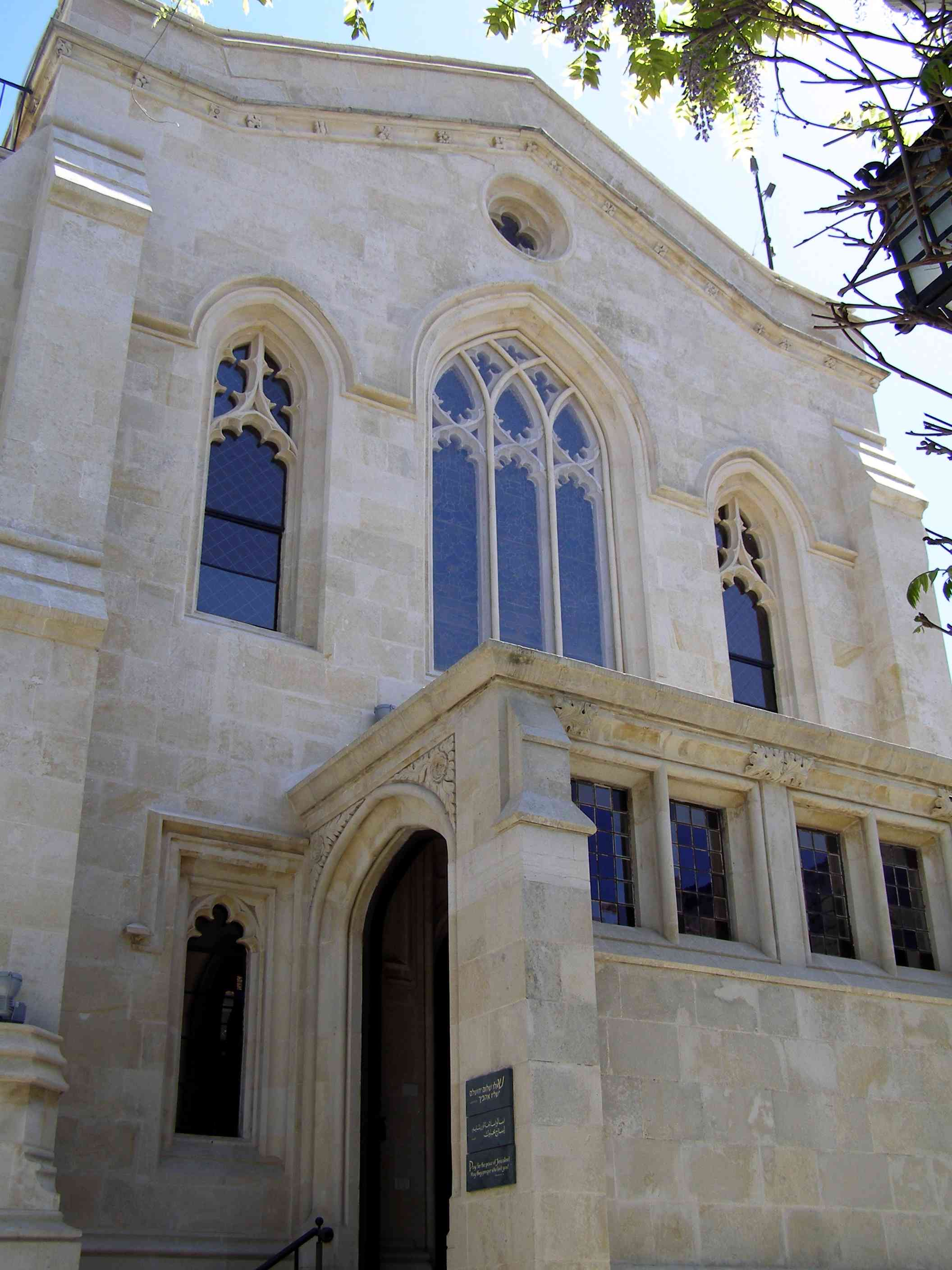
Церковь Христа в Иерусалиме — старейший протестантский храм в Израиле

С начала XIX века, одновременно с появлением европейских дипломатических представительств, на территории Ближнего Востока начинают появляться протестантские общины. В первой половине XIX века на территории современного Израиля начали миссию англикане, лютеране и пресвитериане. В начале XX века к ним присоединились адвентисты, баптисты, сторонники Движения святости.
Первоначально, служение протестантов не имело успеха среди израильских евреев, однако они сумели привлечь в свои ряды часть арабов-христиан. Во времена британского мандата число протестантов заметно увеличилось. Создание в 1948 году независимого государства Израиль вызвало массовый отток из Палестины арабов, среди которых было немало протестантов.
После 1948 года в Израиле начали служение пятидесятники. С 1970-х годов в Израиле стали появляться общины мессианских евреев, многие из которых в вероучении и практике являются харизматическими.
В настоящее время в Израиле (без палестинских территорий) проживают 30 тыс. протестантов. Самые крупные конфессии представлены мессианскими евреями (9-12 тыс.), пятидесятниками (9 тыс.) и баптистами (3 тыс.).

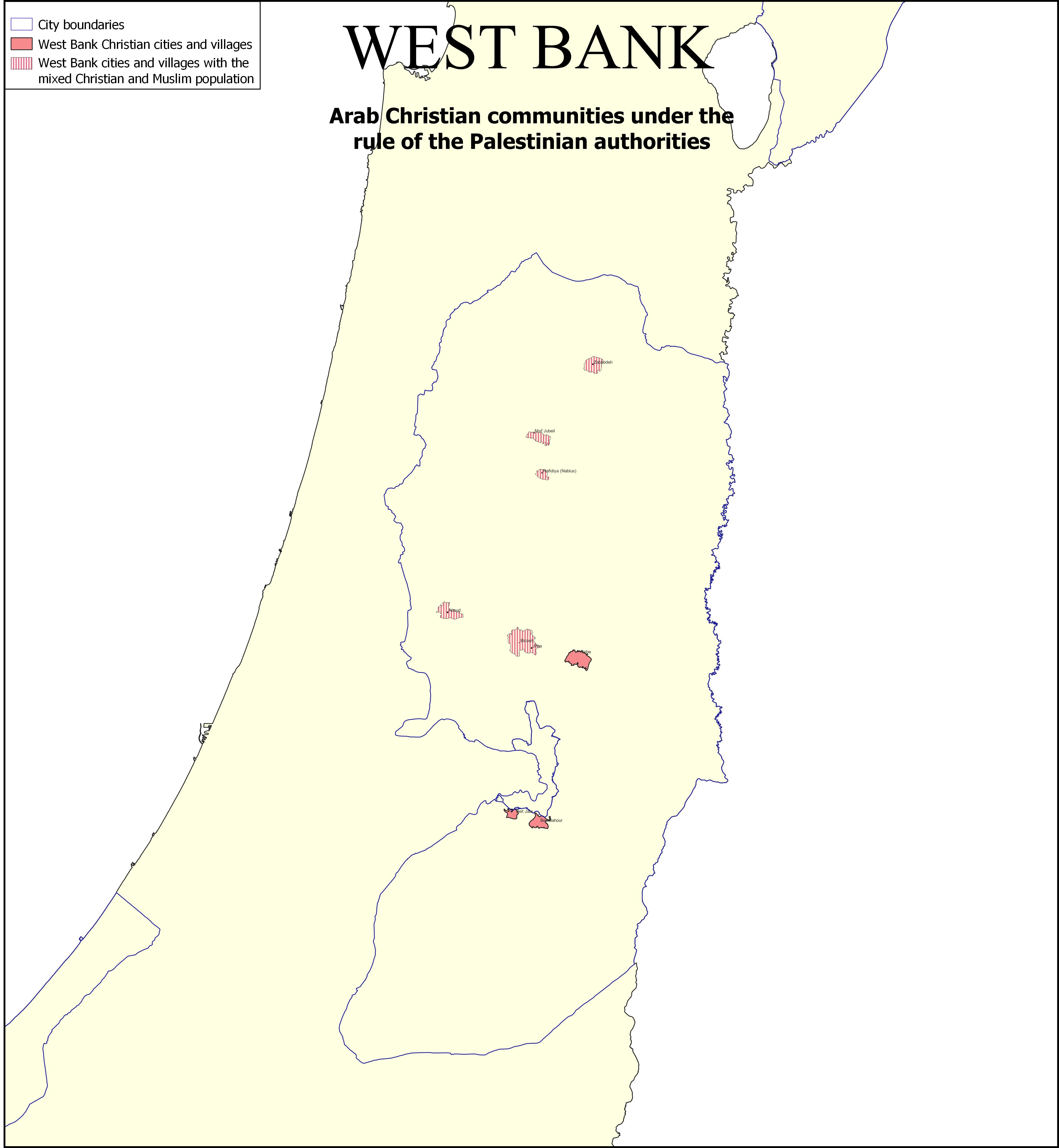
Арабские христианские города и деревни Западного Берега, находящиеся под контролем Палестинской Автономии

## Антитринитарное христианство
Несколько тысяч жителей современного Израиля являются сторонниками различных околохристианских организаций. С 1920 года в Израиле проповедуют Свидетели Иеговы. По данным самой организации, в 2012 году в стране проживали 1,3 тыс. свидетелей Иеговы, объединённых в 21 собрание. В городе Хайфа действует русскоязычное собрание свидетелей Иеговы.
С 1970-х годов в Израиле пытаются закрепиться мормоны; их миссия была возобновлена в 1990-х годах. В 2015 году в стране действовали 4 общины Церкви Иисуса Христа святых последних дней. Численность прихожан оценивалась в 222 человека, большинство из них не являются гражданами Израиля.

Географическое распределение арабоязычного христианского населения Израиля по статистическим районам.

Географическое распределение неарабоязычного христианского населения Израиля по статистическим районам.